# Swen Meyer
Swen Meyer ist ein deutscher Musikproduzent, der insbesondere durch seine Arbeit für das Hamburger Independent-Label Grand Hotel van Cleef (GHvC) bekannt wurde.

## Leben
Swen Meyer begann seine Karriere in Musikproduktionen mit Andrew Eldritch, Horst Siewert und Chris von Rautenkranz, bevor er durch seine Arbeit für Kettcar und Tomte größere Bekanntheit erlangte und sich 2011 mit „Nur noch kurz die Welt retten“ und den ersten beiden Tim Bendzko Alben auch im Pop Gehör verschaffte. 2004 gründete er den Festland Musikverlag und eröffnete 2008 in Hamburg-Eimsbüttel sein eigenes Tonstudio Festland Studio.

## Diskografie (Auswahl)
- …But Alive: Hallo Endorphin, BA-Records 1999
- Im Juli: Musikproduktion zum Film/Soundtrack, mit Moritz Bleibtreu und Christiane Paul, Regie:Fatih Akın Wüste Film 2000
- Stella: Finger on the Trigger for the Years to Come, L’age d’or 2000
- Superpunk: Neue Zähne für meinen Bruder und mich, Mix only L’age d’or 2001
- Kettcar: Du und wieviel von deinen Freunden, GHvC 2002
- Bernadette La Hengst: Der beste Augenblick in deinem Leben ist gerade eben jetzt gewesen, Trikont 2002
- Bela B.: You’ll Never Walk Alone Bela B. & The Tikiwolves feat. Gary'o'Wolf, 2002
- Sam Ragga Band feat. Jan Delay: Die Welt steht still, Mix only, WEA 2002
- Olli Schulz und der Hund Marie: Brichst du mir das Herz, brech’ ich dir die Beine, GHvC 2003
- Tomte: Hinter all diesen Fenstern, GHvC 2003
- Blackmail: Friend or Foe? Radio-Single WEA 2003
- Marr: Express and take shape, GHvC 2004
- Sam Ragga Band feat. Nena: Schade, WEA 2004
- Sam Ragga Band: Dry your eyes (Single), WEA 2004
- Hansen Band: Keine Lieder über Liebe, Soundtrack zum Film u. a. mit Jürgen Vogel, Heike Makatsch und Florian Lukas, Universal 2005
- Kettcar: Von Spatzen und Tauben, Dächern und Händen, GHvC 2005
- Kilians: Kill the Kilians, Vertigo Berlin (Universal) 2005
- Olli Schulz und der Hund Marie: Das beige Album, GHvC 2005
- Olli Schulz und der Hund Marie: Warten auf den Bumerang, Mix only EMI 2006
- Der Hund Marie: Hooligans & Tiny Hands, GHvC 2006
- Fettes Brot: Mix Campus Invasion 2006
- Nice Boy Music: This is disco, Virgin Berlin 2006
- Tomte: Buchstaben über der Stadt, GHvC 2006
- Kettcar: Sylt, GHvC 2008
- Tomte: Heureka, GHvC 2008
- Kilians: They Are Calling Your Name, Vertigo Berlin (Universal) 2009
- Mikroboy: Nennt es, wie ihr wollt, 2009
- Olli Schulz: Es brennt so schön (u. a. Mach den Bibo), Columbia Berlin 2009
- Dick Brave: Rock’n'Roll Therapy, Sony Music München 2011
- Tim Bendzko: Wenn Worte meine Sprache wär’n, Sony Music München 2011
- Kid Kopphausen (Gisbert zu Knyphausen und Nils Koppruch): I, Trocadero 2012
- Lena Meyer-Landrut: Stardust, Universal 2012
- Tim Bendzko: Am seidenen Faden, Sony Music 2013
- Clarence&Napoleon: Breaking the silence, Ferry House 2013
- Selig: Die Besten (1994–2014)
- Ferris MC: Glück ohne Scherben
- Heinz Rudolf Kunze 2016
- Okta Logue: Diamonds & Despair 2016
- Levina: Eurovision Song Contest 2017
- Jochen Distelmeyer: Songs From The Bottom, Vol. 1 2018
- Sarah Connor & Henning Wehland: Bonny & Clyde, Universal 2018